# 이크롬산 암모늄
이크롬산 암모늄(Ammonium dichromate)은 화학식 (NH4)2Cr2O7을 갖는 무기 화합물이다. 이 화합물에서 모든 크롬산염과 중크롬산염과 마찬가지로 크로뮴은 +6 산화수(육가크로뮴)에 속한다. 암모늄 이온과 중크롬산염 이온으로 구성된 염이다.

## 안전
이크롬산 암모늄은 모든 크로뮴(VI) 화합물들처럼 독성이 강하며 발암 물질로 입증되었다. 또한 폭발성, 산화성등이 있어 취급에 주의가 필요하다.

## 반응
중크롬산 암모늄이 가열분해되면 산화크로뮴이 만들어진다. 화려한 반응(불을 뿜으며 빠르게 산화크로뮴으로 분해된다.)으로 많이 시연되는 실험이다.
영상